# هوارد إف. تشانغ
هوارد إف. تشانغ (بالإنجليزية: Howard F. Chang) هو أكاديمي أمريكي، ولد في 1960 في لافاييت في الولايات المتحدة.